# عثمان الطباع
عثمان الطباع (1882-1950) هو رجل دين فلسطيني، ولد في غزة، تعلم وتخرج من جامعة الأزهر الشريف، وعمل في التدريس في مساجد غزة وفي المسجد العمري، وأنشأ مكتبة في الجامع العمري. وتوفي في غزة عام 1950.

## نشأته
أبو المحاسن عثمان مصطفى حامد الطباع يعود اسم عائلته إلى مهنة الجد الأكبر وهي طباعة السيوف اي صناعتها وسقلها، درس المرحلة الابتدائية في مدارسها، فحفظ القرآن الكريم وجوّده، ودرس التوحيد والحساب والعبادات. اتجه في دراسته الدينية على المذهب الحنفي فأخذ عن علماء بلده. وفي عام 1900 اتجه إلى مصر لإكمال دراسته في الجامع الأزهر، فأخذ عن كبار العلماء كالشيخ أحمد الرفاعي، والإمام محمد عبده، والشيخ سليم البشري. بعد أن نال الإجازات من الأزهر الشريف، عاد إلى غزة وشرع في التدريس في جوامع غزة، وأسندت إليه الخطابة والتدريس في الجامع العمري الكبير بغزة سنة 1921.

## مؤلفاته
كتاب "إتحاف الأعِزَّة في تاريخ غزة" يُعَدُّ المصدر الوحيد في تاريخ هذه مدينة غزة وجنوب فلسطين وقُراها ويشتمل الكتاب على عرض لتاريخ المدينة منذ العصور القديمة، حتى أواخر العهد العثماني، ثم بدايات عهد الانتداب البريطاني في فلسطين ويعتبر الكتاب مرجعًا مهماً لأي باحث أو قارئ أو طالب علم، وهو من أهم مصادر تاريخ جنوب فلسطين، فقد استقى مؤلفه من جميع المصادر، وما استطاع الوصول إليه من كتب ومخططات، ووثائق وحُجج شرعية وصكوك ونقوش ورقوم. له من الكتب الاخرى، "خلاصة الأنساب لعائلات غزة" و"هداية الرحمن في هدم البدع وترك التنباك والدخان"، و"بلوغ المراد في الأدعية" وغيرها.